# Флаг Ныробского городского поселения
Флаг Ны́робского городского поселения Чердынского муниципального района Пермского края Российской Федерации — условный опознавательный знак, составленный и употребляемый в соответствии с вексиллологическими правилами, служащий символом Ныробского городского поселения, единства его территории, населения, прав и самоуправления.
Ныне действующий флаг утверждён 29 января 2009 года решением Ныробской городской Думы № 13 и внесён в Государственный геральдический регистр Российской Федерации с присвоением регистрационного номера 4728.

## Описание
Первый флаг был утверждён решением Думы Ныробского городского поселения от 6 июня 2007 года № 89, описание флага гласило:

Флаг Ныробского городского поселения представляет собой золотое полотнище, в центре которого чёрный бык с красными глазами, копытами, рогами и кольцом в носу идёт в сторону древка. Отношение длины полотнища к ширине 2,5 : 1,5 м.

29 января 2009 года, по рекомендации Геральдического совета при Президенте Российской Федерации, в рисунок и описание флага были внесены изменения.

Прямоугольное полотнище жёлтого цвета с отношением ширины к длине 2:3, несущее по краю чёрную окантовку в 1/5 ширины полотнища, а посередине — изображение идущего по земле (воспроизведенной вплотную к нижнему краю жёлтой части) быка, выполненное в чёрном, сером, красном и зелёном цветах. Окантовка вверху по центру несёт изображение кометы в жёлтом и красном цветах, внизу — изображение львиной головы в белом и красном.
— описание флага

## Обоснование символики
Золотое поле символизирует христианские добродетели: Вера, Справедливость, Милосердие.
Чёрный бык с красными глазами, копытами, рогами и кольцом в носу — символ мировоззренческих представлений местных жителей на традиционный охотничий промысел.
Таким образом, флаг отражает традиционный и историко-культурный жизненный уклад местных жителей.

На гербе изображён Бык. Ибо издавна ныробчане называют себя так — быкоеды. Цвета — жёлтый и чёрный — с царского романовского герба, с него же перекочевала голова льва. А комета обозначает — территория ссыльная.